# 산둥성
산둥성(중국어 간체자: 山东省, 정체자: 山東省, 병음: Shāndōng Shěng) 또는 산동성은 중화인민공화국 동부의 성이다. 산둥반도에 자리 잡고 있으며 황하 하류, 황해, 보하이해와 접하고 있다.

## 명칭
고대 중국에서는 타이항산맥의 서쪽을 산서(산시)라 칭하였으며 동쪽을 산동(산둥)이라 불렀다. 현재의 산둥 성 이름은 고대로부터 전해 오는 것이며 또한 춘추 전국 시대(기원전 770년~기원전 221년) 때에는 제나라와 노나라가 위치한 곳이어서 산둥 성을 제노대지라고도 한다.

## 역사
산둥 성은 중국 고대 문화 발양지 중의 한 곳이다. 원시 공동사회 시기엔 이곳에서 북신문화,  다원커우 문화(大汶口文化)와 룽산 문화(龍山文化)가 창조되었다. 유물로 붉은 질그릇, 새까맣게 빛나는 흑도(黑陶)와 원시 방직품이 출토되었다. 상나라(商 기원전 약 17세기초~기원전 11세기) 시기에 이르러서는 청동기 문화가 창조되었다. 그리하여 춘추전국시대, 이곳은 이미 철제 농구를 사용하고 있었다. 진한시대(秦漢 기원전 221년~220년) 이후, 제염과 제철, 방직업이 모두 전국에서 중요한 위치를 차지했으며, 당대(唐 618년~907년)에 와서는 산둥 성의 방직업이 가장 흥성하기도 했다. 북송(北宋 960년~1127년) 시대에는 수리사업을 진행하고, 황하를 다스려 전국 인구 조밀도가 가장 높은 곳 중의 한 곳이 되었다. 그러나 금원(金元 1115년~1368년) 시기에 이르러서는 인구가 유출되면서 경제가 쇠락하기 시작했다. 훗날 명초기(明初) 주민이 다시 이입되고, 회복세를 보이기 시작하더니, 청대(淸 1644년~1911년)에 와선 경제가 더욱 발전했다.
산둥 성은 화북 평원의 동쪽 끝에 자리 잡고 있기 때문에 중화 문명의 영향을 아주 초기부터 받고 있었다. 초기의 중국 왕조였던 상(商)이나 주(周) 왕조는 산둥 성 서부에 다양한 형태의 정치적 영향력을 행사해 왔다. 반면 동부 지역에는 래이(來夷)라고 불렸던 이민족이 살고 있었다. 이들은 시간이 지남에 따라 래이는 완전히 중국화된다.
춘추전국시대 동안 화북(華北)과 장강(長江) 유역에는 여러 나라들이 난립했다. 이 시대에 산둥 지역에는 두 나라가 있었는데, 하나는 임치(臨淄)를 근거지로 하는 제나라(齊)이고, 다른 하나는 곡부(曲阜)를 근거지로한 노나라(魯)였다. 제나라는 춘추전국시대 동안 계속하여 강국의 위치를 지켰다. 반면에 노나라는 공자의 고향으로도 유명하나 상대적으로 작았기 때문에 결국에는 남쪽의 초나라(楚)에게 병합되고 만다.
기원전 221년에 진나라(秦)가 제나라를 꺾으면서 중국을 최초로 통일한다. 단명한 진의 뒤를 이은 한나라(漢)는 전국을 여러 주(州)로 나누어 통치했는데, 산둥성 북부는 청주(靑州)가, 남부는 서주(徐州)가 관할했다. 삼국시대 동안에는 북중국을 지배했었던 위(魏)의 통치하에 있었다.
삼국시대 이후에 잠시 서진(西晉)에 의한 통일 시기가 있었지만, 곧 북방 유목 민족의 침입이 시작된다. 산둥 지역은 오호십육국 시대(五胡十六國) 동안 후조(後趙, 319~351), 전연(前燕, 337~370), 전진(前秦, 351~394), 후연(後燕, 384~407), 남연(南燕, 398~410), 유송(劉宋, 420~479) 등의 나라들에 차례차례 점령당하다가 마지막으로 남북조 시대의 첫 북방 왕조인 북위(北魏)에 점령당한다. 남북조시대(南北朝時代) 동안 산둥은 계속 북조가 지배한다. 412년 불교 승려 법현이 청도(靑島) 교외의 라오산(老山)에 상륙한다. 이후 청주(淸州)로 옮겨가서 인도에서 가져온 불경을 번역했다.
수나라(隋)가 589년에 세워졌다가 곧 망하고, 당나라(唐)가 다시 중국사의 황금시대를 연다. 당 초기에 산둥은 하남도(河南道)에 속해 있었다. 당이 망하자 오대십국(五代十國)의 혼란기가 찾아왔고, 이때 산둥성은 화북에 위치한 오대의 판도에 속했다. 송(宋)이 다시 중국을 통일했다. 1996년에 칭저우에서 발견된 송나라 시대의 불상 200여 점은 중요한 고고학적 발견으로 손꼽힌다. 도교를 숭상하고 불교를 배척했던 송나라 송 휘종(徽宗) 때에 묻힌 것으로 여겨지고 있다.
1142년 송은 화북을 여진(女眞)의 금나라(金)에게 넘기게 된다. 금나라는 산둥 지방을 산동동도(山東東道)와 산동서도(山東西道)로 나누어 통치하는데, 이때 ‘산동’이라는 이름이 처음으로 행정 구역에 사용된 것이다. 현대의 산둥성은 명대(明代)에 생겼다. 명대에는 만주의 여진족이 힘을 길러서 1644년에는 다시 중국을 정복하게 된다. 여진족이 세운 청나라 시기에 산둥성의 현재의 경계가 거의 정해졌다.
19세기 동안 중국은 점차 적극적으로 되는 서구 열강의 도전을 받게 되었고, 특히 산둥 성을 비룻한 해안 지방에서 그 영향이 두드러졌다. 칭다오(靑島)가 1897년에 독일에 할양되었고, 이듬해에는 산둥반도 끝의 웨이하이(威海)가 영국에 할양되었다. 칭다오와 웨이하이에 조계지를 설치한 독일은 조계지뿐만 아니라 산둥성 전체를 지배했으며 산둥성은 독일의 식민지가 되었다. 즉 가장 인구가 많은 중국의 지역이 독일의 식민지가 된 것이다. 당시 중국은 유교적 문화가 전혀 없었기 때문에 많은 산둥성 중국인 여성들은 독일인에게 매춘을 하여 재산을 모았고 산둥성에 대량의 독일인과 중국인 여성의 혼혈아 문제가 청나라의 골칫거리로 등장한다. 산둥성의 나머지 지역 또한 독일의 지배력 아래에 있는 것으로 인정되었다.
1911년 신해혁명으로 중화민국이 성립한 이후 칭다오가 1922년 중국으로 돌아왔고, 1930년에는 웨이하이를 돌려 받았다. 1937년 일본이 중국을 침략하면서 중일전쟁이 발발하고, 산둥 성 대부분은 일본이 점령하게 되지만 농촌지역을 중심으로 저항운동이 1945년 종전까지 계속되었다.
이해 말에 이미 공산당이 산둥 성의 일부를 접수하기 시작했다. 이후 4년에 걸친 내전 기간 동안 공산당은 계속 범위를 넓혀 1949년 6월에는 국민당을 산둥 성에서 축출하기에 이른다. 그해 10월에 중화인민공화국이 수립된다. 새 정부는 성의 일부를 떼어 내 단명한 핑인성(平原省)을 세우기도 하지만 곧 폐지하였다. 산둥 성은 장쑤성(江蘇省)으로부터 쉬저우(徐州)와 롄윈강(连云港) 지역을 넘겨 받기도 하였지만, 역시 곧 되돌려주게 된다.
산둥성 지역을 개발하면서 세워진 수많은 공장들이 배출하고 있는 미세먼지의 상당수가 현재 한반도에 들어와 심각한 환경 문제를 일으키고 있다.

## 지리

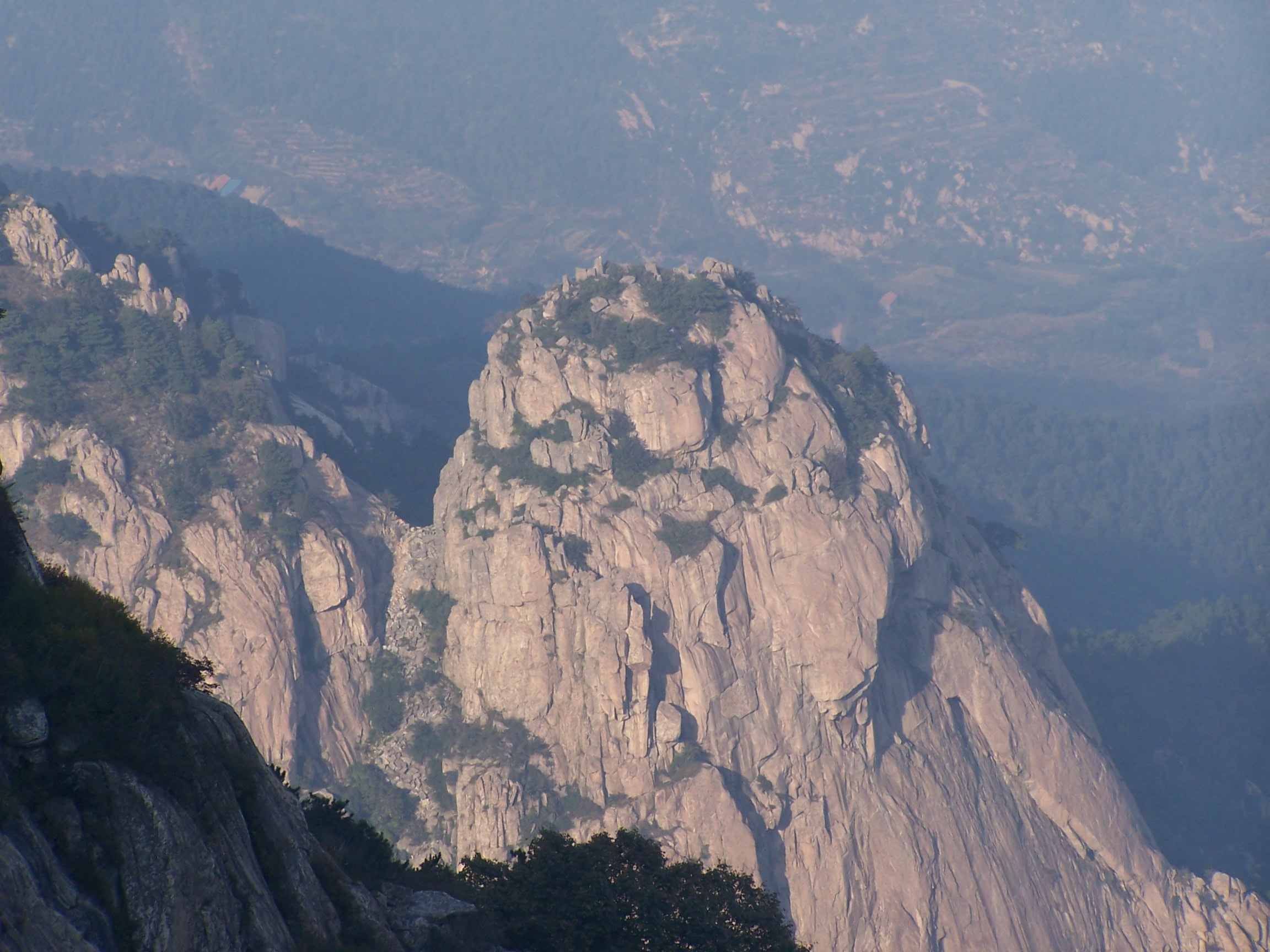
타이 산

산둥 성은 대체로 평평한 지형이다. 성의 북서, 서, 남서부는 화북평원의 일부이다. 산둥 성은 지형적으로 다음 3부분으로 나뉜다.
1. 반도부: 성의 동쪽으로 라이저우 만(來州灣)과 자오저우 만(胶州灣)을 연결하는 자오웨이주와 서쪽의 산둥반도로 200미터 전후의 구릉 지대이다.
2. 서쪽 평원구: 황하 이북의 화베이 평원의 일부를 이루는 황하 하류부의 평원이다.
3. 중앙 산지: 타이 산·루 산(魯山)·이 산(沂山) 등 해발고도 400미터 전후의 산지이다. 동쪽의 산둥 구릉은 황해의 섬이었으나, 충적 작용으로 대륙과 연결되었다.

산둥반도는 북서쪽의 보하이해(渤海)과 남쪽과 동쪽의 황해를 나눈다. 산둥 성의 가장 높은 곳은 타이 산으로 높이는 1545m이다.
황하(黃河)가 산둥 성을 약간 북쪽으로 치우쳐서 동서로 가로지르는데, 산둥 성에서 황하는 주위보다 하상이 높은 천정천이기 때문에 황하를 경계로 유역이 나뉜다. 황하의 북부는 하이허(海河)유역이 되고, 서부는 화이허(淮河)유역이 된다. 대운하는 산둥 성의 북서쪽으로 들어와서 남서쪽으로 연결된다. 장쑤성과의 경계에 위치한 웨이산 호(微山湖)는 산둥 성에서 가장 큰 호수이다. 산둥 성의 해안선은 3000킬로미터이고, 해안을 따라 절벽이 발달해 있다.
북서쪽의 라이저우 만(來州灣)의 해안선은 단순하지만, 다른 지역에서의 해안선은 복잡하며 다수의 만을 형성하는데, 그 중에서 가장 규모가 큰 것은 산둥 성의 북쪽에 있는 라이저우 만으로 둥잉과 펑라이 사이의 바다이다. 라이저우 만은 보하이해의 3개의 큰 만 중 하나이다. 산둥 성의 남쪽에 있는 자오저우 만(胶州灣)은 크기가 훨씬 작다. 칭다오는 자오저우 만에 접해 있다. 산둥반도의 북쪽으로는 먀오다오 군도(庙岛群岛)가 보하이 해협을 따라 랴오둥반도(遼東半島) 방향으로 연장되어 있다.
농경지가 전체의 60%를 차지하고 노동력도 풍부하여 농업이 발달되어 있다. 밀·옥수수를 비롯하여 목화·땅콩·잎담배 등의 경제작물도 풍성하게 재배되고 있다. 어업은 먀오다오 군도·황하 연안에서 활발하며, 칭다오 등의 어항도 많다.
산둥 성은 온대 기후대에 속하며 동반부가 바다에 둘러싸여 있어 해양성 기후를 나타낸다. 여름은 습하고 온화하여 칭다오 등은 피서지로 이용되며, 겨울철에는 건조하고 한류의 영향도 있어서 내륙 하천은 동결될 때가 많다. 1월 평균 기온은 -5~1 °C, 7월 평균 기온은 24~28 °C이며, 연 강수량은 550~950mm 사이이다.

## 행정구역
산둥 성은 16개 지급 행정 구역으로 나뉘고, 모두 시(市)이다. 내용은 다음과 같다.
| 산둥 성의 행정 구역 | 산둥 성의 행정 구역 | 산둥 성의 행정 구역 | 산둥 성의 행정 구역 | 산둥 성의 행정 구역 | 산둥 성의 행정 구역 | 산둥 성의 행정 구역 |
| ------------------- | ------------------- | ------------------- | ------------------- | ------------------- | ------------------- | ------------------- |
|                     |                     |                     |                     |                     |                     |                     |
| №                   | 이름                | 한자                | 병음                | 면적 (Km2)          | 인구 (2010년)       | 시청 소재지         |
| 부성급시            |                     |                     |                     |                     |                     |                     |
| 1                   | 지난시 (제남시)     | 济南市              | Jǐnán Shì           | 8000.80             | 6,813,984           | 스중구              |
| 2                   | 칭다오시 (청도시)   | 青岛市              | Qīngdǎo Shì         | 11175.30            | 8,715,087           | 스난구              |
| 지급시              |                     |                     |                     |                     |                     |                     |
| 3                   | 쯔보시 (치박시)     | 淄博市              | Zībó Shì            | 5965.17             | 4,530,597           | 장뎬구              |
| 4                   | 짜오좡시 (조장시)   | 枣庄市              | Zǎozhuāng Shì       | 4563.22             | 3,729,140           | 쉐청구              |
| 5                   | 둥잉시 (동영시)     | 东营市              | Dōngyíng Shì        | 7923.26             | 2,035,338           | 둥잉 구             |
| 6                   | 옌타이시 (연대시)   | 烟台市              | Yāntái Shì          | 13746.47            | 6,968,202           | 라이산구            |
| 7                   | 웨이팡시 (유방시)   | 潍坊市              | Wéifāng Shì         | 16143.14            | 9,086,241           | 쿠이원구            |
| 8                   | 지닝시 (제녕시)     | 济宁市              | Jǐníng Shì          | 11186.98            | 8,081,905           | 런청구              |
| 9                   | 타이안시 (태안시)   | 泰安市              | Tài'ān Shì          | 7761.83             | 5,494,207           | 타이산구            |
| 10                  | 웨이하이시 (위해시) | 威海市              | Wēihǎi Shì          | 5796.98             | 2,804,771           | 환취구              |
| 11                  | 르자오시 (일조시)   | 日照市              | Rìzhào Shì          | 5347.99             | 2,801,013           | 둥강구              |
| 12                  | 린이시 (임기시)     | 临沂市              | Línyí Shì           | 17191.21            | 10,039,400          | 란산구              |
| 13                  | 더저우시 (덕주시)   | 德州市              | Dézhōu Shì          | 10356.32            | 5,568,235           | 더청구              |
| 14                  | 랴오청시 (요성시)   | 聊城市              | Liáochéng Shì       | 8714.57             | 5,789,863           | 둥창푸구            |
| 15                  | 빈저우시 (빈주시)   | 滨州市              | Bīnzhōu Shì         | 9444.65             | 3,748,474           | 빈청구              |
| 16                  | 허쩌시 (하택시)     | 菏泽市              | Hézé Shì            | 12193.85            | 8,287,693           | 무단구              |

16개 지급 행정 구역은 다시 140개 현급 행정 구역으로 나뉜다.

## 경제
2008년 산둥 성의 명목 GDP는 3조 1100억 위안(4553억 달러)였고 1인당 GDP는 33083위안(4844달러)였다. 산둥 성의 GDP는 장쑤성을 추월해 광둥성(2조1,701억 위안)에 이어 중국 내 2위를 차지했다. 2000년 이후의 연도별 GDP 변화를 보면 2000년에 8,542억 위안, 2001년에 9,438억 위안, 2002년에 1조552억 위안, 2003년에 1조2,430억 위안, 2004년에 1조5,022억 위안으로 전년 대비 각각 10.5%, 10.1% 11.6%, 13.7%, 15.4%의 증가율을 보였다.

### 무역
2005년 산둥 성의 수출입 총액은 768.9억 달러로 전년에 비해 26.5% 증가했다. 수출 총액은 462.5억 달러로 전년에 비해 28.9% 증가했고, 수입 총액은 306.4억 달러로 23%의 증가율을 보였다. 무역 수지는 156.1억 달러의 흑자를 봤다. 이는 전년에 비해 42.4% 증가한 수치이다.
최근 연도별 수출입액 변화는 2000년 249.9억 달러, 2001년 289.6억 달러, 2002년 339.4억 달러, 2003년 446.5억 달러, 2004년 607.8억 달러와 같다. 주요 수출 대상국은 미국, 일본, EU, 한국으로 각각 전년도 같은 분기 대비 49.2%, 17.1%, 41.4%, 18.6% 증가한 수치의 수출 현황을 보인다.
일반무역 수출은 28.4% 증가했고, 가공무역 수출은 30.4% 증가했으며, 전체 무역 수출 중에서 일반무역 수출의 비중은 49.9%로 약 절반을 차지한다. 주요 수출 품목으로는 의류, 섬유, 전기 및 전자제품, 기계 및 설비, 수산물 등이다. 주요 수입 대상국은 대한민국, 일본, 미국, 유럽 연합(EU)로 각각 전년도 같은 분기 대비 29.7%, 2.7%, 21.0%, 13.8% 증가했으며, 주요 수입 품목으로는 기계 및 설비, 전기 및 전자제품, 철광, 컴퓨터 및 통신제품, 수산물 등이다.

### 산업
산둥 성은 면화(綿花), 밀, 그리고 다이아몬드와 같은 귀금속을 포함하여 매우 다양한 산물을 생산하는 성으로 알려져 있다. 다른 주요 생산 농작물로는 사탕수수, 옥수수 등이 있다. 산둥 성은 광대한 석유 저장고로 유명한데, 특히 황하(黃河) 하류 삼각주 유역에 있는 둥잉 시(東營市, 동영시)의 성리 유전(勝利 油田, 승리 유전)은 중국의 주요 유전(油田) 중 하나이다. 또한 산둥 성은 바다로부터 많은 양의 소금을 생산한다.
산둥 성은 중국 내에서 비교적 부유한 성으로 분류되며 경제 성장도 거대한 기업체들에 의해 좌우된다. 또한 지리적으로 매우 가까이에 위치한 한국과 일본의 투자도 경제 성장의 요소이다.
산둥 성의 가장 부유한 지역은 산둥반도 지역으로 칭다오 시(靑島, 청도)를 기지로 하는 칭다오 맥주와 하이얼 전자(海尔, Haier)가 잘 알려져 있다. 둥잉 시의 유전과 석유 산업은 산둥 성의 경제의 매우 중요한 요소로 꼽히지만, 한편 성의 서부 내륙 지역은 성 내 다른 지역에 비해 가난하다. 1차, 2차, 3차 산업 간의 비율은 11.5: 56.3: 32.2이다.
- 농 ∙ 수산업

산둥 성은 중국 주요 작물인 밀, 면화, 땅콩의 중국 최대 산지로 농업 생산량이 전국 1위이다. 사과(전국 1위), 배, 포도(전국 2위), 복숭아 등 과수 재배 농업이 발달했다. 서우광 시(壽光市)는 채소 재배 단지로 유명하다. 또한 3천 km의 해안선과 근해의 양식 가능 해수 면적이 넓어 전국 1위의 수산업 생산량을 자랑한다.
- 공업

석유, 천연 가스, 철, 구리, 금, 석탄, 소금 등 기초 자원이 풍부하며 석유 화학 공업이 발달했으며 중형 화물 자동차, 공작 기계, 대형 압축기, 주조기계, 선반용 부품, 재료시험기, 중소형 트랙터, 피스톤, 밸브 등 생산 기계 공업이 발달했다. 또한 면화, 양모(羊毛), 합성사를 이용한 방직 공업이 발달했으며, 중국 유명 가전사인 하이얼, 하이센스(海信, Hisense), 아오커마(澳柯瑪, Aucma) 등의 대형 기업이 산둥 성에 소재한다.
- 산업 정책

산둥 성은 화공(화학공업, 化學工業), 야금(冶金), 건축자재(建築資材), 방직(紡織), 식품(食品), 제지(製紙) 등 6대 전통 산업의 경쟁력을 강화하고 석유화학(石油化學), 기계전자(機械電子), 자동차, 건설(建設) 등 4대 주요산업과 석유화학제품(石油化學製品), 운송설비제품(運送設備製品), 기계제품(機械製品), 전자정보제품(電子情報製品), 통신설비(通信設備), 내구성 소비재(耐久性 消費財) 등 6대 중점제품을 발전시키는 공업 구조 개선 정책을 시행하고 있다. 특히 산둥 성은 칭다오, 옌타이(煙臺), 웨이하이(威海) 등 도시를 포함하는 자오둥(膠東, 교동) 반도 지역을 세계적인 제조업 기지로 건설한다는 정책을 수립하여 시행 중이다. 2010년까지 연평균 GDP 11% 이상 성장하여 7,700억 위안 달성을 목표로 했으며 매년 130억 달러의 외국 자본 수용 능력을 확보하고 있다.
산둥 성 정부는 자오둥 반도 제조업 기지 건설 목표 아래 한국과 일본의 제조업 유치를 위해 성 정부 및 각 지방 정부가 대규모 투자 유치 단을 파견하는 등 적극적인 투자 유치 활동을 전개하고 있다.
- 투자

2005년의 산둥 성의 고정 자산 투자액은 1,541.5억 위안으로 전년에 비해 38.9% 증가했다. 투자 허가 건수는 6,415건으로 전년 대비 8.9%의 증가율을 보였고, 투자계약 외국인 투자액은 288.4억 달러이며, 실제 이용 외국인 투자액은 110.1억 달러였다.

### 교통
고속도로
산둥성에는 양질의 고속도로망이 밀집되어 있는데 총 개통 길이가 3,000km를 넘어, 중국 전역에서 선두를 지키고 있다. 1993년에 건설된 지칭 고속도로(济青高速公路, 318km)는 지난과 칭다오를 잇는다. 현재 3종2횡(三縱二橫)의 고속도로 망은 남북으로 징푸 고속도로(제G3호, 京福高速公路), 징후 고속도로(제G2호, 京沪高速公路), 퉁산 고속도로(同三高速公路) 등 세 노선과 동서 방향의 르둥 고속도로(日东高速公路), 칭인 고속도로(제G20호, 青银高速公路) 등 두 노선이 있으며 전체 성의 다수의 도시가 반나절의 시간이면 도달할 수 있는 거리에 위치해 있다. 현재 5종 4횡 1환의 설계도에 근거하여 새롭게 건설된 고속도로와 현재 건설 중인 고속도로가 있다. 산둥 성은 2008년에 고속도로의 개통 길이가 4000km에 도달하여 전체 성의 80%의 현(縣)과 시(市), 구(區)가 고속도로 전 노선에 인접하게 되도록 계획하고 있다.
- 철도

남북 방향으로 징후선, 징쥬선(京九) 등의 노선이 있다. 징후 철도는 산둥 지역 내에 3개의 복선(複線) 레일로 가장 빠르며, 그 중 하나는 화물 운송 전용이다. 징후 고속철도의 건설은 계획 중이다. 동서 방향으로는 자오지(膠濟), 란옌(蓝烟) 등의 노선이 있다. 자오지 철도는 지난과 칭다오와 인접해 있으며 이용 빈도가 높으며 칭다오, 옌타이 등 두 항구의 중요한 교통 수단이다. 2004년부터 2005년까지 전기동력화(電氣動力化) 개조 작업을 진행하여 산둥 성 제일의 전기동력화 철도가 되었다. 란옌 철도는 옌타이, 칭다오 등 두 개의 큰 항구도시와 인접해 있다. 또한 스더(石德), 옌스(兖石), 신 옌스 철도 및 광산 지대로 연결되는 몇 개의 지선이 있다.
- 항공

산둥성의 주요 국제 공항으로는 지난 야오창(遙牆) 국제공항, 지난 장좡(張莊) 공항, 칭다오 류팅(流亭) 국제공항, 칭다오 자오저우(膠州) 공항, 옌타이 라이산(萊山) 국제공항, 린이(临沂) 공항, 웨이하이 다슈이보 공항, 지닝(濟寧) 공항, 둥잉 공항, 웨이팡(潍坊) 공항 등이 있으며, 이밖에도 옌타이시 펑라이구에 위치한 해상 주위안(救援) 공항이 있다.
- 해운

산둥성에는 칭다오, 옌타이, 스주(石臼) 항, 웨이하이, 룽커우(龍口), 양자오거우(羊角溝) 등의 주요 항구가 있다. 칭다오항은 1892년에 처음 건설되었고, 외국 무역 총 물동량(物動量)이 1.2억 톤(2004년)으로 중국 대륙 항구 중 2번째로 많다. 컨테이너 물동량은 514만 TEU(Twenty-foot Equivalent Units)(2003년)로 중국 대륙 항구 중 3번째로 많으며 세계 15대 컨테이너 항구에 속한다.
대한민국과 가까운 성이기 때문에, 평택 등지로 가는 화객선이 옌타이, 룽청, 웨이하이, 르자오에서 운항하고 있다. 코로나19가 강타한 후에는 해당 화객선들의 여객영업이 일시 중지됐고, 화물만 운송 중이다. 알리익스프레스의 대한민국 구매 물량은 옌타이, 룽청, 웨이하이에서 평택으로 가는 화객선에 적재하여 운송하며, 평택으로 가는 화객선들의 출항일에 맞춰 해당 항구들로 분산하여 보낸다.

## 인구
| 연도 | 인구       | ±%     |
| --- | ---------- | ------ |
| 1912 | 30,989,000 | —      |
| 1928 | 28,672,000 | −7.5%  |
| 1936-37 | 38,100,000 | +32.9% |
| 1947 | 38,865,000 | +2.0%  |
| 1954 | 48,876,548 | +25.8% |
| 1964 | 55,519,038 | +13.6% |
| 1982 | 74,419,054 | +34.0% |
| 1990 | 84,392,827 | +13.4% |
| 2000 | 89,971,789 | +6.6%  |
| 2010 | 95,793,065 | +6.5%  |
| Qingdao was part of Shandong Province until 1929; dissolved in 1949 and incorporated into Shandong Province. Weihai also known as Weihaiwei. Established in 1930; dissolved in 1945 and incorporated into Shandong Province. |            |        |

## 문화
산둥 성에는 경치가 좋기로 소문난 다섯 개의 지역이 있고, 6개의 역사 문화 도시가 있으며, 1개의 국가역사문화명성이 있다. 그리고 장성과 경항대운하를 관리하는 단체를 포함한 97개의 전국 문물 보호 단체와 이전에 없어진 한 단체를 포함한 397개의 성급 문물 보호 단체가 있다.

### 언어
일반적으로 산둥어를 사용한다. 그렇지만 몇 개의 작은 지역에서는 방언을 사용하기도 한다. 음성, 어휘, 어법 방면에서 적지 않은 차이가 있다. 치안쩡이(錢增怡), 가오원다(高文達) 등의 학자들은 각 지방어의 특징에 근거하여 산둥어를 크게 서구, 동구 이렇게 두 개의 지역으로 나누었다. 그리고 더 작게 서제(西齊)구, 서노(西魯)구, 동유(東濰)구, 동래(東萊)구로 나뉜다.

### 전통 문화
- 루차이(魯菜): 루차이는 아주 오래된 역사를 가지고 있다. 송나라 이후 루차이는 북쪽 음식의 대표가 되었다. 명나라, 청나라 때 루차이는 이미 궁정에서 중요한 음식이 되었고, 중국의 8대 요리 중 하나가 되었다. 특징으로는 상쾌한 향기가 나며, 신선하고 연하다.
- 뤼쮜(呂劇): 산둥 성의 지방극으로 설창 형식의 쭈오치앙양친(坐腔洋琴)에서 발전한 것이다.
- 공자
- 산동쾌서(山東快書): 중국 민간 설창 문예의 일종이다.

## 관광
- 펑라이 시 - 산둥반도 북부에 위치한 도교로 이름난 도시
- 칭다오 - 산둥반도 남부에 위치한 해변 휴양 도시로 칭다오 맥주로 유명하다.
- 칭저우 시 - 몇몇 유명한 고고학적 발견과 함께 고대에 무역과 행정의 중심지
- 웨이하이 - 제2차 중일전쟁 때 중요한 항구 도시로 한 때 영국의 소유였다.
- 취푸 - 공자의 사당이 위치한 곳
- 타이 산 - 예로부터 중국인들에게 신성하다고 여겨졌던 산

## 같이 보기
- 산퉁고사우루스